# Республіка ШКІД
«Республіка ШКІД» (рос. «Республика ШКИД») — російський радянський художній фільм, створений в 1966 році на кіностудії «Ленфільм» режисером Геннадієм Полокою.
Фільм вийшов в прокат в УРСР у 1966 році з українським дубляжем від Кіностудії Довженка. Станом на 2020 український дубляж фільму досі не знайдено та не відновлено.

## Зміст
ШКІД — абревіатура від «Школа-комуна імені Достоєвського». Вчаться у ній суцільні безпритульники. Вони бунтують, грають у свої ігри і не хочуть вливатися в нормальне суспільство. Та наполеглива праця і доброта педагогів допомагають прищепити хлопцям правильні життєві ідеали.

## Історія створення
В основу сценарію була покладена автобіографічна, хоча і не позбавлена вимислу, однойменна повість колишніх вихованців створеної 1918 року в Петрограді Школи-комуни для важковиховуваних підлітків ім. Ф. М. Достоєвського (ШКІД, створена в Петрограді 1918 року) Григорія Білих (в повісті — Черних, він же Янкель) та Олексія Єремеєва, який писав під псевдонімом Л. Пантелеєв. Написана в 1926 році і опублікована в 1927-му, повість «Республіка ШКІД» розповідала про долі безпритульних підлітків, що з різних причин опинилися в школі-комуні, створеній у 1920 році з педагогом Віктором Миколайовичем Сорока-Росинським, якого вихованці, цілком у дусі того часу, скоротили до Викниксора.
Сценарій фільму був написаний одним з авторів повісті, А. І. Пантелеєвим, до того часу вже класиком дитячої літератури; Геннадій Полока, за його власним свідченням, до роботи над фільмом, був залучений як літературний «доробник», разом з Євгеном Мітько: «І раптом хтось сказав: „У нього ж режисерська освіта. Нехай сам і знімає!“».
Хоча фільм Полоки відразу завоював популярність, А. І. Пантелеєв був швидше розчарований; в 1967 році він писав у «Комсомольській правді»: «Процвітали в нашій школі і злодійство, і картярські ігри, і лихварство. Були жорстокі бійки. Ні на хвилину не вщухала війна між „шкідцями“ і „халдеями“. Але було й інше… Ми багато і з захопленням читали. Вивчали іноземні мови. Писали вірші. Був час, коли в нашій крихітній республіці на шістдесят осіб „населення“ виходило близько шістдесяти газет і журналів… Був музей. Був театр, де ставили „Бориса Годунова“ і сучасні революційні п'єси. Нічого цього (або майже нічого) у фільмі немає… Життя ШКІД на екрані виглядає бідніше і грубіше, ніж воно було насправді». Але у фільмі Полоки, на відміну від повісті, головним героєм став Викниксор, а основною сюжетною лінією — його важка боротьба з поганими схильностями, придбаними підлітками на вулиці.
Прем'єра «Республіки ШКІД» відбулася 29 грудня 1966 року; в 1967 році фільм став одним з лідерів прокату — його подивилися 32,6 млн глядачів (12-е місце).

## В ролях
- Сергій Юрський — Віктор Миколайович Сорокін „Вікніксор“, директор
- Юлія Буригіна — Елла Андріївна Люмберг „Еланлюм“, викладач німецької мови
- Павло Луспекаєв — Костянтин Олександрович Медніков „Косталмед“, викладач гімнастики
- Олександр Мельников — Олександр Миколайович Попов „Алнікпоп“, викладач історії
- Анатолій Столбов — Павло Іванович Аріков „Палван — Пал Ванич“, викладач словесності
- Георгій Колосов — Мефтахутдин
- Віра Титова — Марта
- Віолетта Жухімович — Тоня Марконі
- Лев Вайнштейн — Янкель — Черних
- Віктор Перевалов — Гога
- Анатолій Подшивалов — Циган — Громоносцев
- Юрій Ричков — Купець — Купа Купичів Геніальний — Вольф фон Офенбах
- Олександр Товстоногов — „Дзе“ — Князь
- Слава Голубков — „Японець“ — Іонін
- Артур Ісаєв — Олексій Пантелеєв „Льонька“
- Саша Кавалеров — „Мамочка“ — Костя Федотов
- Володя Колесніков — Слайонов
- Альоша Догадаєв — Савушка
- Слава Романов — Горобець

### В епізодах
- П. Алябін
- Володимир Васильєв — директор дитбудинку
- Михайло Васильєв — м'ясник з мітлою
- Людмила Волинська — Амвон
- Вадим Гаузнер — епізод
- Лілія Гурова — міліціонерша
- І. Гришечкін
- Е. Єсипович
- М. Краснер
- Микола Кузьмін — перший м'ясник
- Борис Льоскін — міліціонер
- Олександр Липов — епізод
- Герман Лупекін — епізод
- Любов Малиновська — директор жіночої трудової колонії
- Володимир Максимов
- Борис Рижухін
- Галина Теплинська
- Гена Іванов
- Льоша і Юра Куксова
- Саша Михайлов
- Володя Левитанський
- Саша Мамонтов
- Георгій Ахундов — епізод (в титрах не вказаний)
- Л. Васильєв — епізод (в титрах не вказаний)
- Євгенія Ветлова — подружка Дзе (в титрах не вказана)
- Микола Годовиков — ШКІДовець (в титрах не вказаний)
- В'ячеслав Горбунчиков — епізод (в титрах не вказаний)
- Тамара Колесникова — медсестра (в титрах не вказана)
- Ігор Санников — епізод (в титрах не вказаний)

## Знімальна група
- Автори сценарію — А. І. Пантелеєв, Геннадій Полока (в титрах не вказаний), Євген Митько (в титрах не вказаний)
- Режисер-постановник — Геннадій Полока
- Головні оператори — Дмитро Долинін, Олександр Чечулин
- Художники — Микола Суворов, Євген Гуков
- Режисер — Григорій Цорін
- Композитор — Сергій Слонімський
- Звукооператор — Галина Гаврилова
- Монтажёр — Олександр Івановський
- Костюми — Олена Амшинська
- Грим — Є. Борейко
- Оператор — Н. Родіонов
- Редактор — Михайло Кураєв
- Асистенти:
режисера — В. Журавльова, И. Іванов
оператора — В. Соловйов
художника — Б. Дишленко
- Симфонічний оркестр Ленінградського Малого академічного театру опери та балету
Диригент — Лео Корхін
- Директор картини — Йосип Шурухт

У фільмі звучить також, у виконанні Сергія Юрського, романс Н. В. Кукольника «Virtus Antiqua» ("Прости! Корабель змахнув крилом … ") на музику М. І. Глінки.

## Нагороди
- 1967 — Гран-прі на фестивалі дитячих фільмів в Москві
- 1968 — Друга премія за найкращий дитячий і юнацький фільм на III Всесоюзному кінофестивалі в Москві